# 盐城鹿之瀛足球俱乐部
盐城鹿之瀛足球俱乐部，原名江苏盐城鼎立足球俱乐部，是一家已解散的位于中国江苏省盐城市的足球俱乐部。现参加中国足球乙级联赛。前身是福建超越足球俱乐部。

## 历史
2013年，在福建骏豪北迁到河北后，曾经担任福建骏豪副总的王超作为牵头人，留在福建着手组建球队。俱乐部在2013年年初完成了工商注册，注册公司为泉州市超越足球俱乐部有限公司。在王超的邀请下，张玉宁出掌球队的帅印。球队因准备工作尚未到位错过了2013赛季的中乙联赛，但准备参加2014年的中乙联赛。
2014年首次参加中国足球乙级联赛，获得南区第九名。
2015年首次参加中国足协杯，经过90分钟鏖战0：0战平安徽力天，后点球0：3告负。
2016年，球队北迁江苏盐城，更名为江苏盐城鼎立足球俱乐部。
2021年3月29日，盐城鹿之瀛无缘新赛季的准入名单。

## 队徽

福建超越队徽 （2014-2015）
江苏盐城鼎立队徽 （2016-）